# Slovaščina
Slováščina (slovenčina, slovenský jazyk) je zahodnoslovanski jezik. Je uradni jezik Slovaške, zaradi skupne zgodovine jo dobro razumejo tudi v Češki republiki, verjetno se govori tudi v Ruteniji (del nekdanje vzhodne Slovaške, ki ga je po 2. svetovni vojni zasedla Sovjetska zveza in danes pripada Ukrajini) in po ogrskih delih nekdanje Avstro-ogrske monarhije (Madžarska, Hrvaška, Vojvodina, Romunija).
Jezik je najbližji oz. najbolj soroden češčini, podobni sta si tudi abecedi, saj so se med slovaškim narodnim prebujenjem v 19. stoletju precej zgledovali po češčini.
Ker je bilo ozemlje, kjer se je izoblikovala slovaščina, do naselitve Madžarov v Panonski nižini zemljepisno stično z južnoslovanskimi govori, ima slovaščina (zlasti južni del njene osrednje narečne skupine) nekatere skupne poteze z južnoslovanskimi jeziki, posebej s slovenščino in kajkavskimi narečji hrvaščine.
Slovaška abeceda se zapisuje v latinici, poleg Unicode jo pokriva tudi ISO 8859-2.
| Velika črka | Mala črka |
| ----------- | --------- |
| A           | a         |
| Á           | á         |
| Ä           | ä         |
| B           | b         |
| C           | c         |
| Č           | č         |
| D           | d         |
| Ď           | ď         |
| E           | e         |
| É           | é         |
| F           | f         |
| G           | g         |
| H           | h         |
| Ch          | ch        |
| I           | i         |
| Í           | í         |
| J           | j         |
| K           | k         |
| L           | l         |
| Ĺ           | ĺ         |
| Ľ           | ľ         |
| M           | m         |
| N           | n         |
| Ň           | ň         |
| O           | o         |
| Ó           | ó         |
| Ô           | ô         |
| P           | p         |
| R           | r         |
| Ŕ           | ŕ         |
| S           | s         |
| Š           | š         |
| T           | t         |
| Ť           | ť         |
| U           | u         |
| Ú           | ú         |
| V           | v         |
| Y           | y         |
| Ý           | ý         |
| Z           | z         |
| Ž           | ž         |